# 若返り
若返り（わかがえり、Rejuvenation）は、若くなるための行為を指す。アンチエイジングは抗老化医学と言われ、老化を防ぐために行う行為の総称。

## 解説
ここ数年の間に「若返り」という言葉は、アンチエイジング（英語：antiaging）にとって代わられた感がある。
美容外科学や運動生理学、医薬品や化粧品に配合されるユビキノン、コラーゲン等のサプリメントの服用、そしてエステやアロマテラピー、ハーブなど幅広い分野を包括するアンチエイジングと「若返り」に、はっきりした区別はなく実に曖昧に使用されているのが現状である。
通常、若返りは10歳若くなることがステイタスになっており、『10歳若返るアンチエイジング』という表現が多くされる。

## 美容上の対象
- シワ
- 顔のたるみや、それによる目のクマ
- 肉割れ
- 肝斑（シミ）、雀卵斑（ソバカス）

## 薬機法
若返りは、化粧品の効果として使うと薬機法違反になるため、化粧品を紹介するときに使用してはいけない。